# Batani
Die Stiftung für die Entwicklung der kleinen indigenen Völker des Nordens, Sibiriens und des Fernen Ostens „Batani“ (russisch Фонд развития коренных малочисленных народов Севера, Сибири и Дальнего Востока «Батани» Fond raswitija korennych malotschislennych narodow Sewera, Sibiri i Dalnewo Wostoka „Batani“) ist eine Nichtregierungsorganisation, die sich für die Rechte der indigenen kleinen Völker in Russland engagiert.

## Ziele
Ihre Ziele sind die Unterstützung der indigenen kleinen Völker für den Erhalt und Schutz ihrer Lebensgrundlagen, einschließlich traditioneller Weideplätze sowie der Jagd- und Fischgründe. Ferner sollen Übereinkommen von Industrie-Unternehmen, staatlichen kommunalen Strukturen und den indigenen Einwohnern erzielt werden.

## Geschichte
Die Stiftung „Batani“ wurde im Jahr 2004 von RAIPON, dem Dachverband der indigenen Völker des Nordens Russlands und dem dänischen Sozial-Unternehmen TGK Consult während des Wirtschaftsforums in Sankt Petersburg gegründet. Vorsitzender wurde Pawel Suljandsiga.
Die Stiftung organisiert Schulungen für Vertreter der indigenen Völker, um ihre Rechte besser vertreten zu können. Dazu bietet sie ein Forum für Begegnungen von Vertretern von Erdöl-, Erdgas- und Industrieunternehmen mit Vertretern der indigenen Bevölkerung.
Batani arbeitet regelmäßig mit der Sakhalin Energy Investment Company zusammen, in den vergangenen Jahren auch mit BP Russland, Exxon Neftegas Ltd. und anderen. Sie vergibt Mikrokredite an Organisationen und Einzelpersonen. Seit 2009 vergibt sie alle vier Jahre gemeinsam mit RAIPON den Vitus-Bering-Preis (Премия им. Витуса Беринга) an gesellschaftliche Organisationen, Unternehmen und Politiker für die Unterstützung der indigenen Völker.
Batani ist seit 2008 korrespondierendes Mitglied im Wirtschafts- und Sozialrat der Vereinten Nationen.
Am 11. März 2016 wurde die Stiftung beim russischen Justizministerium als „Organisation in der Funktion eines ausländischen Agenten“ registriert. Sie erklärte dazu, dass sie keine finanziellen Mittel aus dem Ausland erhalten habe.